# بوب روزسينشين
بوب روزسينشين (بالإنجليزية: Bob Rosenschein) هو مالك الشركة الإسرائيلية أنسرز كوأوبريشن (بالإنجليزية Answers Cooperation)، سابقاً جرونت Gurunet، والتي تدير أنسرز دوت كوم وبلفر دوت كوم.